# Калиновица
Кали́новица (укр. Кали́новиця) — село, расположенное на территории Варвинского района Черниговской области (Украина) на левом берегу реки Удай. В Калиновице жил и работал Герой Социалистического Труда П. Я. Вьюницкий[значимость факта?]. Также уроженцем села является Алексей Иванович Воево́да (род. 9 мая 1980, Калиновица, Варвинский район, Черниговская область, УССР, СССР) — российский бобслеист, двукратный олимпийский чемпион Игр в Сочи в двойках и четверках, серебряный призёр Олимпийских игр 2006 года в четвёрках, бронзовый призёр Олимпийских игр 2010 года в двойках, чемпион мира 2011 года в двойках[значимость факта?].